# Ermita de Sant Iscle de les Feixes
Sant Iscle y Santa Victòria de les Feixes es una iglesia de estilo románico del siglo XII situada en la sierra de Collserola, dentro del término municipal de Sardañola del Vallés (Barcelona). Hoy es capilla de una residencia de monjas que ocupan la vecina casa rectoral del siglo XVIII Can Catà, mientras que el edificio principal forma parte del  Museo de Sardañola y está dentro de la Ruta del Vallés Natural. Es una obra protegida como bien cultural de interés local.

## Descripción
Se trata de una iglesia de una sola nave de planta rectangular cubierta con bóveda de cañón y tejado a dos vertientes. El ábside es de planta semicircular y cubierto con bóveda de cuarto de esfera. Tanto la nave como el ábside son los originales, en cambio hay dos capillas laterales, la sacristía y una pequeña estancia cerca de la pila bautismal que corresponden a una modificación posterior. Los paramentos del edificio son lisos tanto por dentro como por fuera, solo hay dos fragmentos de cornisa a cada lado de la nave. El aparato de los muros es de piedras de río rotas y dispuestas en hileras horizontales. En las esquinas hay sillares grandes bien trabajados. En el muro de poniente se levanta un campanario de espadaña con dos aberturas.
Pertenece al primer periodo románico y por su estructura se puede clasificar dentro de las iglesias de una sola nave y un ábside. El trabajo de la piedra y la falta de ornamentación hacen pensar que se trata de un edificio del siglo XII, aunque la puerta es de forma rectangular con una inscripción del año 1577, fruto de una reforma posterior. En sus alrededores estuvieron practicadas sepulturas de tipo Olèrdola, con la diferencia de ser excavadas en el suelo en lugar de abiertas en la roca. El altar mayor es del siglo XVII y el sagrario del siglo XVIII. Estaba decorado con una pintura románica que actualmente se encuentra en el Museo Diocesano de Barcelona. A principios del siglo XX, la fachada se remodeló incorporando decoraciones neogóticas y ensanchando el campanario.

## Historia
Fue edificada sobre otra iglesia del siglo X. La palabra topográfico Facxas ya sale en una escritura del año 964. La primera referencia escrita de la iglesia es del año 995. Las referencias al templo son numerosas durante todo el siglo XI, en 1082 es citado como parroquia. En el siglo XVI se hicieron obras. En la Edad Media era una parroquia con pocos recursos y feligreses, pero vivió un periodo de prosperidad desde la segunda mitad del siglo XV y hasta el siglo XVII, relacionada con la adquisición de masías del término por ciudadanos de Barcelona. Es en esta época cuando se realizó ciertas modificaciones que transformaron el aspecto original del edificio románico, añadiendo dos capillas laterales para darle forma de planta de cruz latina, cubriendo el ábside con un retablo, construyendo una sacristía y modificando la decoración interior, así como alzando la espadaña. En 1577 se adquirió la pila bautismal y el dintel del nuevo portal. En 1624 se le agregó como sufragánea la Iglesia de Santa Engràcia de Montcada, en el siglo XIX esta se independizó y Sant Iscle pasó a ser sufragánea de la Iglesia de San Martín de Sardañola. Su ubicación está cerca de un cruce de caminos que unían Moncada, Horta y Sardañola. La parroquia quedó suprimida en 1868.